# Будуау-эль-Бахри
Будуау-эль-Бахри (араб. بودواو البحري‎, фр. Boudouaou El Bahri) — коммуна на севере Алжира, на территории вилайета Бумердес, округа Будуау.

## Географическое положение
Коммуна находится в северной части вилайета, на берегу Средиземного моря на высоте 22 метра над уровнем моря.
Коммуна расположена на расстоянии приблизительно 43 километров к востоку от столицы страны Алжира и в 9 километрах к западу от административного центра вилайета Бумердеса.

## Демография
По состоянию на 2008 год население составляло 14 209 человек.
Динамика численности населения коммуны по годам:
| 1977  | 1987  | 1998   | 2008   |
| ----- | ----- | ------ | ------ |
| 3 038 | 6 610 | 10 512 | 14 209 |